# 七星河乡
七星河乡，是中华人民共和国黑龙江省双鸭山市宝清县下辖的一个乡镇级行政单位。

## 行政区划
七星河乡下辖以下地区：
七星河村、常张村、杨树村、新立村、东辉村、东强村、前平村、永新村、兴平村、北宝村和芦苇公司生活区。